# Вернон (Алабама)
Вернон (енгл. Vernon) град је у америчкој савезној држави Алабама. По попису становништва из 2010. у њему је живело 2.000 становника.

## Демографија
Према попису становништва из 2010. у граду је живело 2.000 становника, што је 143 (6,7%) становника мање него 2000. године.
| Група             | 2000.         | 2010.         |
| Белци             | 1.835 (85,6%) | 1.577 (78,9%) |
| Афроамериканци    | 271 (12,6%)   | 361 (18,1%)   |
| Азијати           | 1 (0,0%)      | 0 (0,0%)      |
| Хиспаноамериканци | 14 (0,7%)     | 34 (1,7%)     |
| Укупно            | 2.143         | 2.000         |